# Faro Mar Chiquita
El Faro Mar Chiquita es un faro no habitado de la Armada Argentina que se encuentra en la ubicación 37°46′00″S 57°27′00″O / -37.76667, -57.45000, aproximadamente a 5 kilómetros al sudoeste de la desembocadura de la laguna Mar Chiquita, Partido de Mar Chiquita, y a 30 kilómetros de la ciudad de Mar del Plata (Partido de General Pueyrredon) Provincia de Buenos Aires, Argentina.
La construcción del faro se remonta al año 1915, cuando sólo se trataba de una baliza sin luz sostenida por una torre de hierro cilíndrica. Años después, en setiembre de 1931 y debido al mal estado de conservación en que se encontraba, se iniciaron las gestiones para colocar en su reemplazo un faro luminoso, pero a una distancia de cerca de 4 kilómetros al sur del original emplazamiento. El faro fue librado al servicio el día 15 de abril de 1932. En 1969 la torre fue reemplazada por otra que se erigió a 20 metros de la anterior. Está construida en cemento, con una plataforma superior que soporta la linterna luminosa. La torre tiene una altura de 19 metros y está pintada con franjas amarillas y negras. Este faro está alimentado a energía eléctrica y posee un alcance lumínico de 14,7 millas náuticas.